# Stade morlaisien
Le Stade morlaisien est un club de football français fondé vers 1910 et disparu en 2007 et situé à Morlaix, dans le Finistère, en Bretagne. Le club a connu la 4e division entre 1978 et 1983. En mai 2007, le club fusionne avec le FC Morlaix pour former le Sporting Club morlaisien.

## Histoire
Le Stade morlaisien est fondé et déclaré le 17 décembre 1910. En 1934, le club atteint les 32e de finale de la Coupe de France, battu quatre buts à zéro par le Stade rennais, club de Division 1, . L'année suivante, en 1935, les Morlaisiens atteignent de  nouveau les 32e de finale, battus par l'US Quevilly, cinq buts à deux. En 1937, le stade participe au Championnat de France amateur 1937 et termine premier de son groupe à égalité avec l'AAEE Saint-Jean. Les Morlaisiens remportent le match d'appui face à l'AAEE Saint-Jean afin de déterminer quelle équipe jouera la demi-finale. En demi-finale, les Finistériens sont battus deux buts à un par les Girondins de Bordeaux, futur vainqueur du championnat,.
En 1943, le club atteint les 16e de finale de la Coupe de France, battu de nouveau par le Stade rennais, club de Division 1, trois buts à zéro. En 1951, le club remporte la Coupe de l'Ouest face au SO Cholet. En 1964, le club atteint pour la troisième fois, les 32e de finale de la Coupe de France, battu par la Berrichonne de Châteauroux, club de Division 1, six buts à un. En 1973, le club remporte pour la seconde fois, la Coupe de l'Ouest face à l'US Le Mans. À la suite de la création de la Division 4, le club est promu en 1978 dans cette nouvelle division malgré sa septième place en DH. En 1979, pour sa première saison en Division 4, le club termine 10e à 4 points de la relégation en Division d'Honneur.
En 1980, il atteint la 6e place en Division 4. L'année suivante, il atteint la 4e place en Division 4, à 2 points de la montée en Division 3.
En 1982, il atteint la 8e place en Division 4, seul club ayant terminé douzième à ne pas être relégué en DH, et la 13e place en Division 4 synonyme de relégation en division d'honneur après 5 saisons en D4 en 1983. 1984, Nouvelle relégation en division supérieure régionale. 1987, retour en division d'honneur. En 1991, relégation en Division Supérieure Régionale. En 1992, le club élimine le Stade quimpérois, club de Division 3 au 6e tour de la Coupe de France.
En 2002, nouvelle promotion en DH. En 2004, relégation de DH, une saison après sa montée. Le 29 mai 2007, il fusionne avec le FC Morlaix pour former le Sporting Club morlaisien,

## Palmarès
| Compétitions nationales | Compétitions régionales                                                   |
| --- | ------------------------------------------------------------------------- |
| - Championnat de France amateurs (1935-1971) - Meilleur performance : Demi-finaliste (en 1936-1937). - Division 4 - Meilleur classement : 4e (en 1980-1981). - Coupe de France - Meilleure performance : 16e de finale (en 1942-1943). | - Coupe de l'Ouest - Meilleure performance : Vainqueur (en 1951 et 1973). |

## Bilan saison par saison
Le tableau ci-dessous récapitule le parcours du Stade morlaisien en championnat et Coupe de France :
| Saison           | Division           | E | C   | Pts | J  | G  | N  | P  | BP | BC | DB  | Ph. Finale | Affl. Moy. | Coupe de France |
| Pyramide amateur |                    |   |     |     |    |    |    |    |    |    |     |            |            |                 |
| 1969-1970        | DH Ouest           | 4 | 9e  | 22  | 22 | 10 | 2  | 10 | 43 | 42 | +1  | -          | -          | ?e tour         |
| Pyramide unique  |                    |   |     |     |    |    |    |    |    |    |     |            |            |                 |
| 1970-1971        | DH Ouest           | 4 | 7e  | 21  | 22 | 8  | 5  | 9  | 43 | 36 | +7  | -          | -          | ?e tour         |
| 1971-1972        | DH Ouest           | 4 | ?e  | 0   | 0  | 0  | 0  | 0  | 0  | 0  | 0   | -          | -          | ?e tour         |
| 1972-1973        | DH Ouest           | 4 | ?e  | 0   | 0  | 0  | 0  | 0  | 0  | 0  | 0   | -          | -          | ?e tour         |
| 1973-1974        | DH Ouest           | 4 | 4e  | 30  | 26 | 13 | 4  | 9  | 39 | 30 | +9  | -          | -          | ?e tour         |
| 1974-1975        | DH Ouest           | 4 | 4e  | 29  | 26 | 12 | 5  | 9  | 48 | 42 | +6  | -          | 690        | 3e tour         |
| 1975-1976        | DH Ouest           | 4 | 3e  | 33  | 26 | 13 | 7  | 6  | 58 | 33 | +25 | -          | 914        | ?e tour         |
| 1976-1977        | DH Ouest           | 4 | 6e  | 29  | 26 | 14 | 1  | 11 | 48 | 40 | +8  | -          | 849        | 6e tour         |
| 1977-1978        | DH Ouest           | 4 | 7e  | 55  | 26 | 9  | 11 | 6  | 39 | 35 | +4  | -          | 626        | 6e tour         |
| 1978-1979        | Division 4 (Ouest) | 4 | 10e | 25  | 26 | 8  | 9  | 9  | 35 | 35 | 0   | -          | -          | ?e tour         |
| 1979-1980        | Division 4 (Ouest) | 4 | 6e  | 28  | 26 | 10 | 8  | 8  | 35 | 32 | +3  | -          | 1113       | 7e tour         |
| 1980-1981        | Division 4 (Ouest) | 4 | 4e  | 35  | 28 | 12 | 11 | 5  | 40 | 25 | +15 | -          | -          | ?e tour         |
| 1981-1982        | Division 4 (Ouest) | 4 | 8e  | 25  | 26 | 7  | 11 | 8  | 33 | 32 | +1  | -          | -          | ?e tour         |
| 1982-1983        | Division 4 (Ouest) | 4 | 13e | 16  | 26 | 4  | 8  | 14 | 24 | 44 | -20 | -          | -          | ?e tour         |
| 1983-1984        | DH Ouest           | 5 | 13e | 43  | 26 | 4  | 9  | 13 | 25 | 40 | -15 | -          | -          | ?e tour         |

| Champion / vainqueur | Promu | Barrage de promotion | Finaliste / Second | Demi-finaliste / Troisième | Barrage de relégation | Relégué | Rétrogradé administrativement |